# Palisota

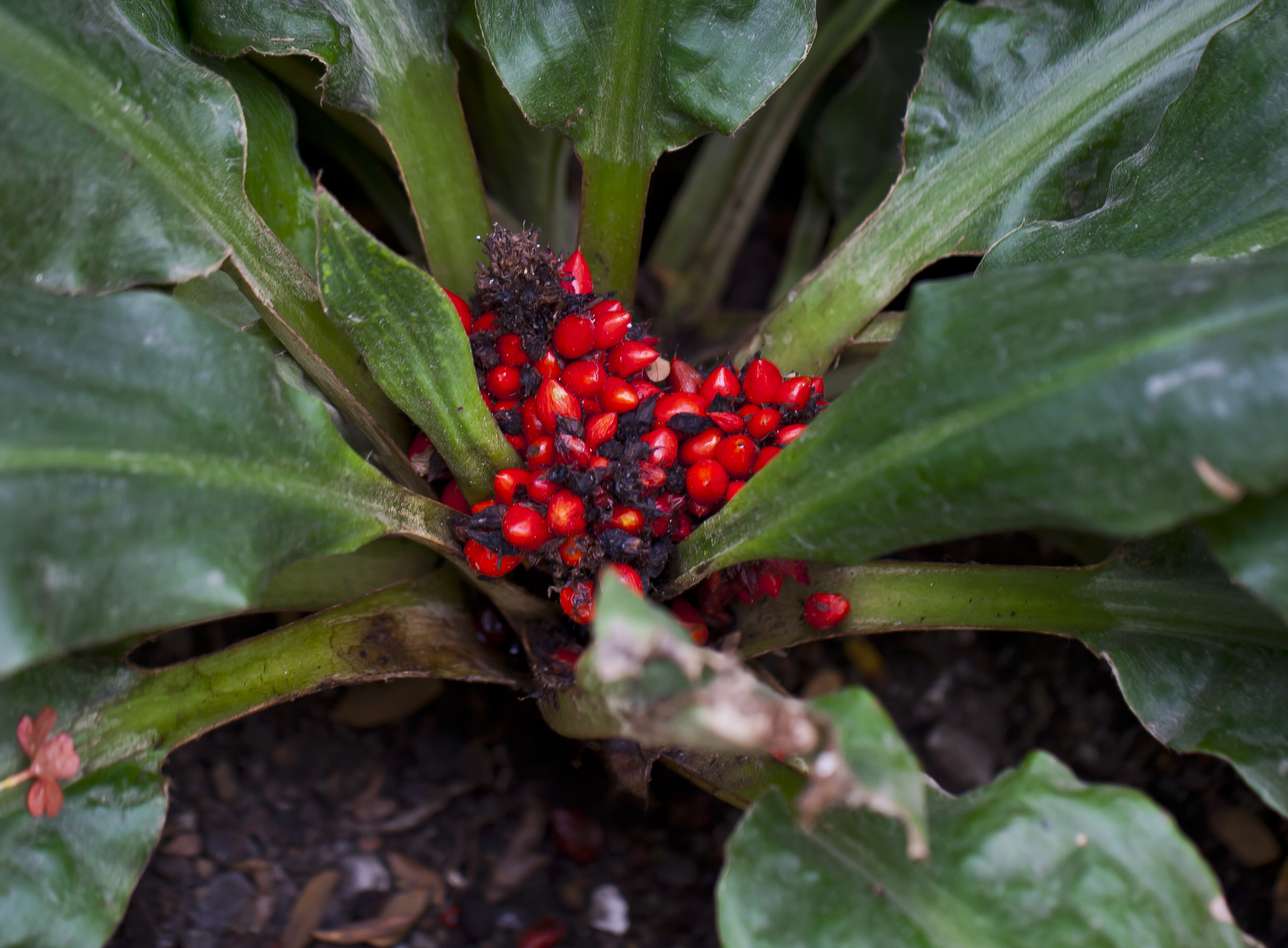
Palisota barteri.

Palisota es un género de plantas con flores de la familia Commelinaceae. Natural del África tropical donde crece en zonas húmedas de Guinea Ecuatorial. Comprende 37 especies descritas y de estas, solo 25 aceptadas. Es el único género de la subtribu Palisotinae.

## Taxonomía
El género fue descrito por Ludwig Reichenbach y publicado en Conspectus Regni Vegetabilis 59. 1828. La especie tipo es: Palisota ambigua

## Especies seleccionadas
- Palisota alberti
- Palisota alopecurus
- Palisota alopecurus
- Palisota ambigua
- Palisota barteri
- Palisota bicolor[5]